# Roger Spottiswoode
Roger Spottiswoode, (Ottawa, 5 de Janeiro de 1945) é um diretor, roteirista e editor canadense-britânico.

## Carreira
Spottiswoode começou sua carreira como editor na década de 70. Ele dirigiu um número notável de filmes e produções para a TV, entre eles estão Sob Fogo Cerrado, (1983) e o filme da franquia James Bond de 1997, O Amanhã Nunca Morre estrelado por Pierce Brosnan. Spottiswoode foi um dos responsáveis por escrever 48 Horas estrelado por Eddie Murphy e Nick Nolte. Em 2000, ele dirigiu o filme de ficção científica O Sexto Dia estrelado por Arnold Schwarzenegger. Em 2016, dirigiu a adaptação para o cinema do livro Um Gato de Rua Chamado Bob

## Filmografia
- Love and Music (1971) – editor
- Sob o Domínio do Medo (1971) – editor
- Pat Garrett and Billy the Kid (1973) – editor
- The Grambler – editor (1974) – editor
- Lutador de Rua (1975) – editor
- Who'll Stop the Rain (1978) – produtor associado
- Terror Train (1980) – diretor
- The Pursuit of D. B. Cooper (1981) – diretor
- 48 Horas (1982) – co-roteirista
- Sob Fogo Cerrado (1983) – diretor
- Baby, o Segredo da Lenda Perdida (1985) – produtor executivo
- A Última Chance (1986) – diretor
- Atirando Para Matar (1988) – diretor
- Uma dupla quase perfeita (1989) – diretor
- Air América (1990) – diretor
- 48 Horas Parte 2 (1990) – roteirista
- Pare! Senão Mamãe Atira (1992) – diretor
- Magnetismo Selvagem (1994) – diretor
- 007 O Amanhã Nunca Morre (1997) – diretor
- O Sexto Dia (2000) – diretor
- Plano B - A América Contra O Comunismo (2003) – diretor
- Ripley No Limite (2005) – diretor
- História de um Massacre (2007) – diretor
- The Children of Huang Shi (2008) – diretor
- Um Gato de Rua Chamado Bob (2016) - diretor